# Unidos de São Miguel
Unidos de São Miguel é uma escola de samba que está fixada na região de São Miguel Paulista, na zona leste da cidade de São Paulo.

## História
A escola de samba Unidos de São Miguel remonta no ano de 1973, quando integrantes do time de futebol chamado Timbuca, ao final de cada partida promovia uma roda de samba.
Logo pensaram que poderiam fundar uma escola de samba para se divertirem na época do carnaval.
Em 1975, a entidade desfilou nas ruas do bairro e no dia 25 de junho de 1977 oficializaram a fundação e passaram a integrar os desfiles da UESP. Seus fundadores foram: José Leme, Sidiney Zapater, Eraldo, João Bosco, entre outros.
Desfilou pelo Grupo Especial de São Paulo no ano de 1994, com o enredo "Encontro das nações africanas no Brasil".
Tem como grandes nomes Gogó do Gato e Mauro Dilai (Mauro Pirata), que por mais de 10 anos é intérprete da escola, contou também com Mestre Lagrila, no comando da bateria em 1994.

## Segmentos

### Presidentes
| Nome                                     | Mandato         | Ref.  |
| ---------------------------------------- | --------------- | ----- |
| José Leme                                | 1980-1981       |       |
| Roberto "Pinguin"                        | 1981-1983       |       |
| Eraldo Machado                           | 1983-1984       |       |
| Odair                                    | 1985-1985       |       |
| João Carlos                              | 1985-1986       |       |
| Alemão                                   | 1986-1986       |       |
| Claudio "Cal"                            | 1986-1992       |       |
| João Bosco                               | 1993-1994       |       |
| Jurandir Carlos de Morais "Gogó de Gato" | 1994-1995       |       |
| Marivaldo                                | 1995-2000       |       |
| Claudio "Cal"                            | 2000-2008       |       |
| Maria de Lurdes                          | 2008-2010       |       |
| Rogério Vaz da Silva "Garrincha"         | 2010-2017       | [ 3 ] |
| Careca                                   | 2018-2023       |       |
| Renato Vitorato (Buchudo)                | 2023-atualidade |       |

### Diretores
| Período   | Diretor de Carnaval | Diretor geral de harmonia | Mestre de bateria              | Ref.  |
| --------- | ------------------- | ------------------------- | ------------------------------ | ----- |
| 2014      | Dario Nascimento    | Foguinho                  | Mestre Marcelo e Mestre Felipe | [ 3 ] |
| 2015      | Paulo Trindade      | Anderson Marques          | Marcelo                        | [ 4 ] |
| 2016-2017 |                     |                           | Marcelo                        | [ 5 ] |
| 2018      |                     |                           | Rafael Oliveira                | [ 5 ] |
| 2024      | Rafael Oliveira     | Vandão e Márcio Pirulito  | Wallace                        |       |

### Casal de Mestre-sala e Porta-bandeira
| Período   | Nome                                   | Ref.        |
| --------- | -------------------------------------- | ----------- |
| 1999-2004 | Junior e Alessandra Rodrigues          |             |
| 2005      | Jailson e Alessandra Rodrigues         |             |
| 2006-2008 | Junior e Alessandra Rodrigues          |             |
| 2010-2014 | Julio Cesar Salgado e Cíntia Rodrigues |             |
| 2015-2016 | David Alencar e Thatyana Bonilha       | [ 3 ] [ 5 ] |
| 2024      | Pedro Trindade e Laís Andrade          |             |

### Rainhas de Bateria
| Período   | Nome           | Ref.  |
| --------- | -------------- | ----- |
| 2014      | Renatta Ayalla | [ 3 ] |
| 2015      | Katia Bandeira |       |
| 2016      | Íngrid Gomez   |       |
| 2017      | Raissa Martins |       |
| 2023-2024 | Samanta Castro |       |

## Carnavais
| Ano  | Colocação | Grupo | Enredo | Carnavalesco | Intérprete | Ref    |
| 1981 | Campeã | 3-UESP | O mundo encantado do Baixo São Francisco                                                                               | | |        |
| ---- | --- | --- | --- | --- | --- | ------ |
| 1982 | 7º lugar | 3-UESP | Divino Cartola | | |        |
| 1983 | 8º lugar | Vaga Aberta | Aldeia de São Miguel de Ururaí                                                                                         | | |        |
| 1984 | Vice-Campeã | Vaga Aberta | Sonho de Liberdade | | |        |
| 1985 | 8º lugar | 3-UESP | Vida mineira na febre dos minerais                                                                                     | | |        |
| 1986 | 3º lugar | 3-UESP | Quilombo dos Palmares                                                                                                  | | |        |
| 1987 | 5º lugar | 3-UESP | Nós e o Velho Chico | | |        |
| 1988 | 5º lugar | 2-UESP | Criação da Noite | | |        |
| 1989 | Campeã | 2-UESP | Madrinha Vai-vai | Paulo Trindade | |        |
| 1990 | 4º lugar | 1-UESP | Dilúvio de fantasia - o mundo acabando em carnaval                                                                     | Paulo Trindade | |        |
| 1991 | Campeã | 1-UESP | O Dono da Festa | Paulo Trindade | |        |
| 1992 | 7º lugar | Acesso | Os sinos da Praça da Sé                                                                                                | Paulo Trindade | |        |
| 1993 | Vice-campeã | Acesso | O sonho de Momo | Paulo Trindade | |        |
| 1994 | 11º lugar | Especial | O encontro das Nações africanas no Brasil                                                                              | Paulo Trindade | |        |
| 1995 | 10º lugar | Acesso | Brasil, majestosa alvorada                                                                                             | | |        |
| 1996 | 7º lugar | 1-UESP | Mãe, minha heroína | | |        |
| 1997 | 9º lugar | 1-UESP | O Sertanejo no Reino do Sonho                                                                                          | | |        |
| 1998 | Vice-campeã | 2-UESP | Pare o mundo que eu quero descer                                                                                       | | |        |
| 1999 | 10º lugar | 1-UESP | Os sete pecados capitais                                                                                               | Nestor | |        |
| 2000 | 5º lugar | 2-UESP | Quem é você e qual o seu destino                                                                                       | Jorge | |        |
| 2001 | 5º lugar | 1-UESP | Milênio | Paulo Trindade | |        |
| 2002 | 6º lugar | 1-UESP | A chegada de Jorge Amado ao Paraíso de Oxalá                                                                           | Paulo Trindade | |        |
| 2003 | 9º lugar | 1-UESP | Os dois lados da rua                                                                                                   | Paulo Trindade | |        |
| 2004 | 5º lugar | 2-UESP | São Paulo, um coração de mãe                                                                                           | Paulo Trindade | |        |
| 2005 | 9º lugar | 2-UESP | Natal no Carnaval? Só sei que deu samba...                                                                             | Gleuson Pinheiro | |        |
| 2006 | Campeã | 3-UESP | Brincadeira de criança                                                                                                 | Gleuson Pinheiro | |        |
| 2007 | 9º lugar | 2-UESP | Como diz o ditado...                                                                                                   | Gleuson Pinheiro | |        |
| 2008 | 5º lugar | 3-UESP | Apesar dos pesares, a Unidos hoje é Festa                                                                              | Gleuson Pinheiro | |        |
| 2009 | 8º lugar | 3-UESP | Domingo | Gleuson Pinheiro | |        |
| 2010 | 3º lugar | 3-UESP | Quem inventou o Brasil? Foi o seu Cabral... E as Marchinhas inventaram o carnaval                                      | Gleuson Pinheiro | |        |
| 2011 | 5º lugar | 2-UESP | Quem canta todos os males espanta                                                                                      | Gleuson Pinheiro | |        |
| 2012 | 4º lugar | 2-UESP | Amigo, hoje a minha inspiração se ligou em você...                                                                     | Gleuson Pinheiro | |        |
| 2013 | 3º lugar | 2-UESP | Se o mundo fosse acabar e só te restasse esse dia, o que você faria?                                                   | Gleuson Pinheiro | |        |
| 2014 | 11º lugar | 1-UESP | As quatro estações na vida de um sambista Compositores:Nelson Valentim, Nilson Valentim e Samuel Valentim.             | Gleuson Pinheiro | Mauro Pirata, Edson e Anderson Vasconcelos                                                                             |        |
| 2015 | 10º lugar | 2-UESP | Unidos de São Miguel em... Um sonho de criança em aquarela Compositores:Rogério Papa e Rodrigo Lopez                   | Natanael Serra | |        |
| 2016 | 12º lugar | 2-UESP | O sonho de Momo Reedição do Carnaval de 1993                                                                           | Comissão de Carnaval                                                                                                   | |        |
| 2017 | 3º lugar | 3-UESP | Um festival de música popular brasileira                                                                               | | |        |
| 2018 | Vice-campeã | 3-UESP | Abra o seu coração… A cura para o mundo é o amor                                                                       | Jair de Souza | | [ 6 ]  |
| 2019 | 4º Lugar | Bairros | O rei do baião apresenta: Meu Nordeste é cultura, é tradição, é riqueza nacional                                       | Jair de Souza | |        |
| 2020 | 6º Lugar | Especial de Bairros | Unidos de São Miguel apresenta: Uma aquarela musical                                                                   | Danilo Dantas e Natanael Serra                                                                                         | | [ 7 ]  |
| 2021 | Inicialmente adiados para o mês de julho, os desfiles do Carnaval 2021 foram cancelados devido a pandemia de Covid-19. | Inicialmente adiados para o mês de julho, os desfiles do Carnaval 2021 foram cancelados devido a pandemia de Covid-19. | Inicialmente adiados para o mês de julho, os desfiles do Carnaval 2021 foram cancelados devido a pandemia de Covid-19. | Inicialmente adiados para o mês de julho, os desfiles do Carnaval 2021 foram cancelados devido a pandemia de Covid-19. | Inicialmente adiados para o mês de julho, os desfiles do Carnaval 2021 foram cancelados devido a pandemia de Covid-19. | [ 8 ]  |
| 2022 | 9º Lugar | Especial de Bairros | Que tempo bom que não volta nunca mais                                                                                 | Danilo Dantas e Rogério Sapo                                                                                           | |        |
| 2023 | Vice-Campeã | Especial de Bairros | É tempo de um novo amanhecer na Unidos de São Miguel                                                                   | Natanael Serra | | [ 9 ]  |
| 2024 | 10º Lugar | Acesso 2 | Um príncipe negro na corte dos esfarrapados                                                                            | Alexandre Callegari e Natanael Serra                                                                                   | | [ 10 ] |